# Villasarracino
Villasarracino es un municipio y localidad española de la provincia de Palencia, en la comunidad autónoma de Castilla y León.
Es una de las localidades del Camino de Santiago del Norte: Ruta del Besaya.

## Toponimia
El origen toponímico de Villasarracino se atribuye a un recuerdo más o menos oscuro de los sarracenos, que hipotéticamente se asentaron en estas tierras. Esta teoría carece de bases firmes ya que:
- La invasión musulmana inicial, tras la batalla de Guadalete en el año 711, fue muy reducida en cuanto al número de invasores y de signo puramente militar.
- La situación privilegiada de los musulmanes, vencedores, les permitió situarse en las zonas agrícolas y comerciales mejor favorecidas. Villasarracino no reúne condiciones óptimas. Ni aún en el aspecto militar y defensivo se ven razones para un asentamiento de origen árabe.
- La cuenca del Duero, a la cual pertenece Villasarracino, apenas fue poblada por musulmanes y estos rápidamente se vieron obligados a emigrar a lugares menos inhóspitos, debido a graves sequías y hambres, acompañadas del frecuente ataque de expediciones cristianas procedentes de Asturias. De este modo entre el Duero y las primeras estribaciones de montañas del Cantábrico se trazó una frontera natural sin población organizada ni cultivos. Difícilmente pudo mantenerse un asentamiento en tales condiciones.

### El topónimo
El topónimo Villasarracino puede provenir, como tantas otras poblaciones (Villanuño, Villasur, Villafruela, Melgar de Fernamental...) del nombre de su repoblador principal. Después de una situación caótica en el valle del Duero, en la segunda mitad del siglo VII se rompe la zona despoblada y desértica. Alfonso III en los años 878 al 880, aprovechando una situación favorable, consolida y anima un fuerte movimiento repoblador al norte del Duero. Con ritmo trepidante los pobladores de las montañas bajan al llano en busca de tierras de cultivo. Esta actividad repobladora se hace apresuradamente. Las “pressuras” son realizadas por los antiguos pobladores o bien por cántabros, asturianos o vascones. Traían consigo todo el material preciso para crear un nuevo asentamiento, levantan de sus cenizas las antiguas iglesias, construyen nuevos hogares y labran los campos.
Los nuevos pueblos así creados son de difícil mantenimiento: la inseguridad económica y militar es constante. Están expuestos al ataque de las correrías musulmanas. Para contrarrestar esta situación se dan facilidades a los nuevos repobladores: se les invita a la repoblación otorgándoles buenos fueros, leyes favorables y amplias libertades para que no abandonen las nuevas tierras. Su misión es vital y arriesgada: Crear una avanzada de choque frente a los ataques musulmanes.
Pero la repoblación no es tarea fácil. Necesita un organizador que disponga de hombres suficientes. En esta situación sólo se encontraban tres estamentos: El rey, que organiza nuevas repoblaciones; la Iglesia, abriendo nuevos monasterios; y los nobles, que amplían así su influencia con la posesión de nuevas tierras. Este último tipo de repoblación es el que atribuyo a Villasarracino. Villasarracino deriva su nombre actual del fundador del pueblo, quizás asentado en las ruinas de una población anterior. Villasarracino sería la villa de Sarracinus, Sarracini, Sarraceni, Sarraceniz..., nombres éstos que así constan en numerosos documentos escritos de los siglos IX y X. El nombre propio de Sarracino recuerda una fundación señorial.

### El personaje
El nombre latino de Sarracinus proviene de la zona alavesa, donde ya en el año 873 consta tal nombre como el del “senior Sarracini Munnioz”. Aunque ya antes, en el 844 tenemos noticias escritas de la firma, claramente vasca de Zorraquinus o Zorraquin. El nombre de Sarracinus, Zorraquin, significa en vasco: blanco (zuri), y la terminación ako le da un matiz de pertenencia. Así Sarracino lo podríamos interpretar como: lo blanco, de lo blanco. Este apellido vasco de Zorraquino, que aún perdura hoy día con alguna pequeña variante, se latinizó rápidamente en Sarracinus o Sarracini, nombre de una de las principales familias alavesas.

## Geografía

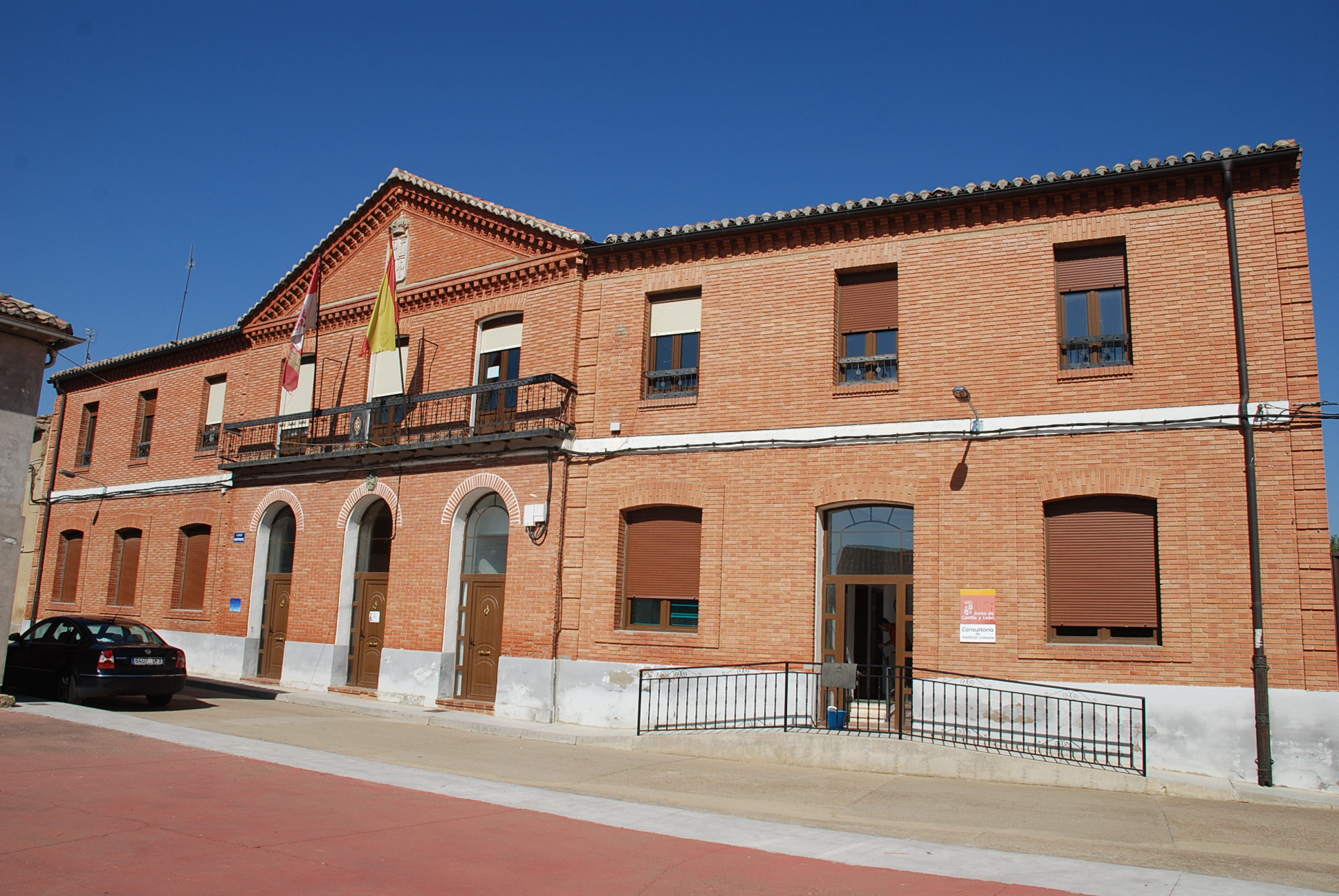
Casa consistorial

Se encuentra situado 58 km al norte de la capital provincial Palencia, entre los municipios de Osorno la Mayor y Carrión de los Condes. Su economía se basa principalmente en la agricultura (cereales) y en la ganadería.

## Historia

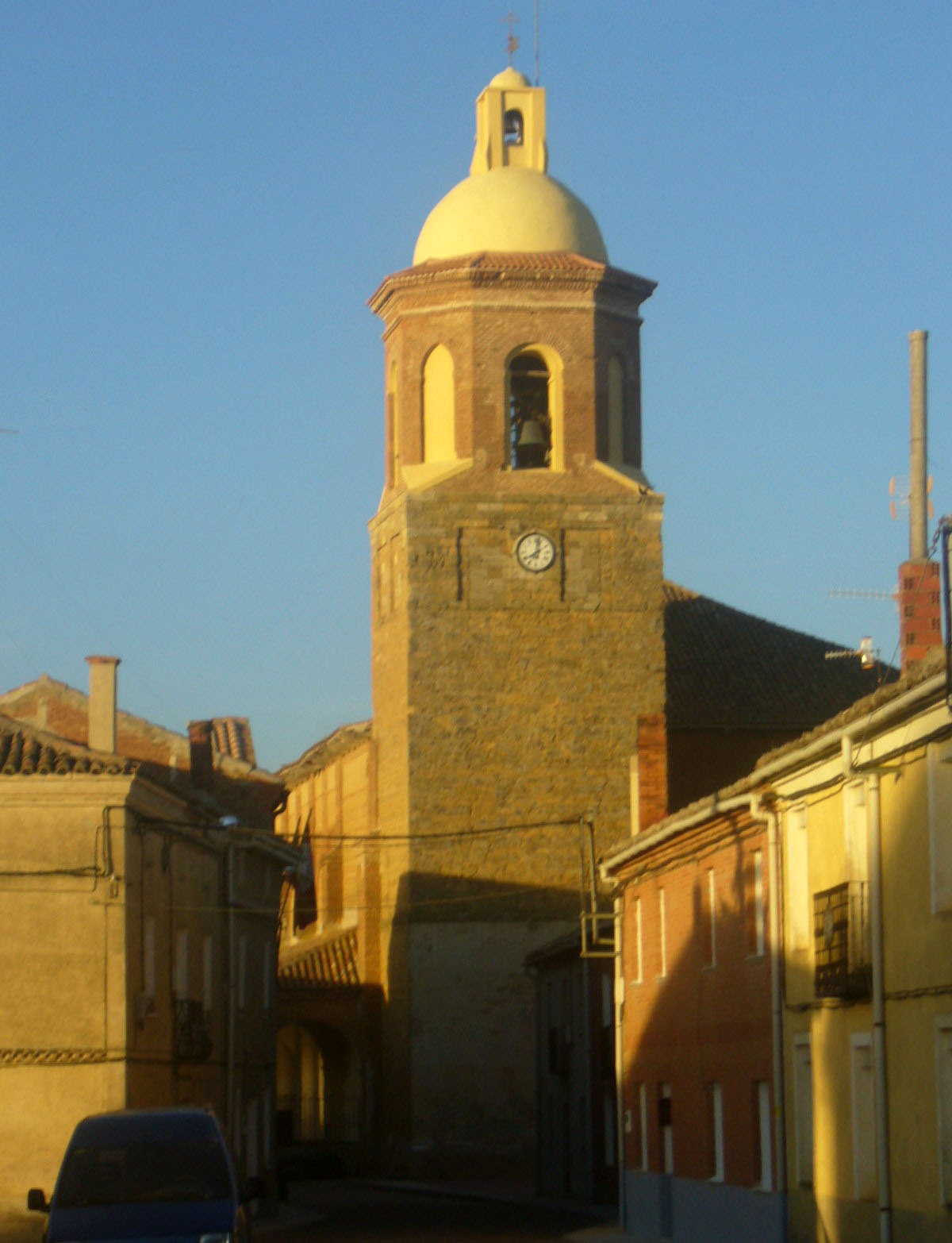
Iglesia de Nª Señora de la Asunción

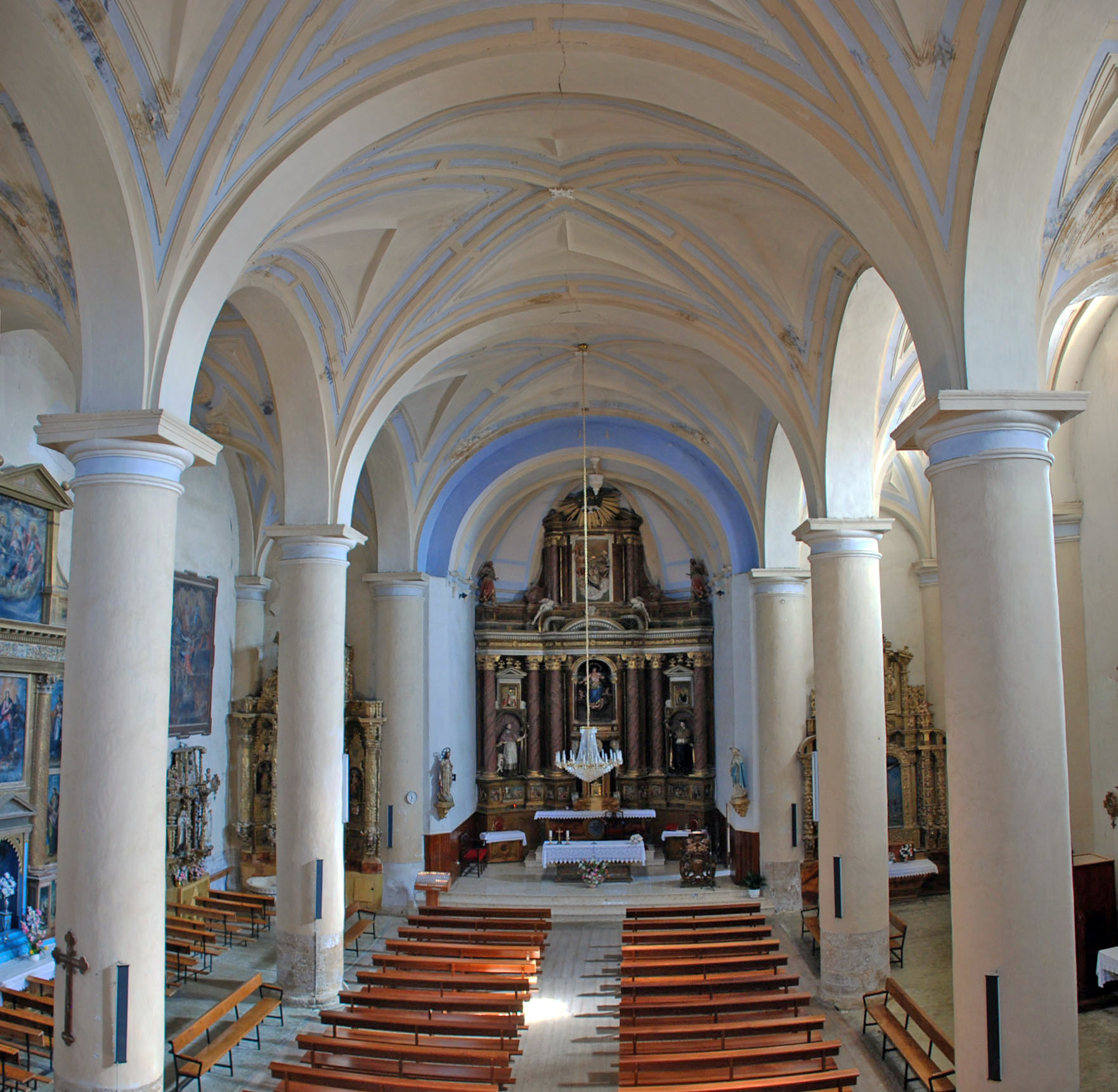
Interior de la iglesia parroquial de La Asunción.

La existencia de Villasarracino es algo puramente hipotético en estos tiempos, aunque la existencia de un sarcófago extraído de los muros del abandonado cementerio de San Román, hoy colocado en el patio de la Casa museo de fray Félix Cuadrado, pueden retrotraer a fechas anteriores el asentamiento de población en Villasarracino. 
Villasarracino existe como tal población, al menos desde la época de repoblación de la cuenca del Duero, a finales del siglo IX. Su repoblador, del cual toma la villa su nombre ya le conocemos. Consigo traía gentes adeptas a él. Posteriormente se unieron nuevos pobladores. Mas el primer documento que nos acerca al Villasarracino histórico alcanza el año 932. Un documento perteneciente al archivo de Lebanza, el cual se conceden numerosas posesiones a la Abadía allí existente, cita por primera vez a Villasarracino. Dice así: «...et concedimus vobis in villa sarracena una serna de carrera a carrera usque ad carraera tabessanam...» (Y os concedemos en Villasarracino una serna (tierra de labor) de camino a camino hasta el camino tabessanam. En 1142 vuelve a citarse Villasarracino al conseguir la inmunidad las tierras pertenecientes a la abadía de Lebanza.
Otros términos topográficos nos retrotraen a la historia. Tal es el de S. Pedro, Carresanpedro, etc. Fechado en 1152, en documentos pertenecientes al archivo de Santa María de Retuerta (provincia de Valladolid) podemos leer la concesión al monasterio de S. Pelayo de Valdavia (Arenillas), dependiente del de Retuerta, del «monasterium Sancti Petri del Campo, cum suo termino rotundo que est inter villa sarracino et villa ferreros, et san mames, et villa sabariego» (monasterio de S. Pedro con las tierras que le rodean entre las villas de...).
De este modo podemos ir construyendo, retazo a retazo la historia de Villasarracino. Recordemos, para finalizar, documentos de 1345 donde se describe la situación eclesiástica del pueblo, con sus dos iglesias de Sanct Roman y Santo uenia (Eugenia), con dieciséis clérigos a su servicio. Datos de 1352 tomados del libro Becerro de las Behetrías de Castilla, donde leemos los nombres de los señores naturales de la villa, los derechos del rey y los señores y los impuestos que tenían que pagar sus habitantes...
En los archivos parroquiales se puede leer, en el primer libro de Bautismos de la Iglesia de San Román: «Estos son los que se han bautizado en la villa de villa serrazino del mes de marzo del año de 1574 años en adelante en el cual dicho mes y año se juntan ambas las parroquias de S. Román y S. Eugenia, de la dicha villa». Los libros del archivo nos proporcionan conocimiento exacto del movimiento demográfico (libros de Bautismo, matrimonios, difuntos); del desarrollo económico (a partir de los libros de Diezmos y Tazmías), estudiando la diversa producción local de cereales, lino, vino, etc. que se entregaba a la Iglesia.
Los libros de Cuentas de la Iglesia también son una ayuda inestimable. A partir de 1644 podemos ir estudiando paso a paso los gastos, adquisiciones y cambios realizados en la fábrica de la iglesia. Los libros de matrículas nos proporcionan la población detallada de Villasarracino, que en 1877 alcanzaba la cifra de 1103; en 1653 de 103 vecinos y en 1591, de 180 vecinos, por poner algunos ejemplos. Así Villasarracino constituía uno de los diez pueblos con más habitantes de la provincia de Palencia.

### SigloXIX
Así se describe a Villasarracino en la página 286 del tomo XVI del Diccionario geográfico-estadístico-histórico de España y sus posesiones de Ultramar, obra impulsada por Pascual Madoz a mediados del siglo XIX:

VILLASARRACINO

Villa con ayuntamiento en la provincia y diócesis de Palencia (8 leguas), partido judicial de Saldaña (4), audiencia territorial y capitanía general de Valladolid (16).
Situada al O de la provincia, con clima poco frío, bien ventilado y sano.
Consta de 280 casas de pocas comodidades; casa de ayuntamiento y escuela de primeras letras dotada con 2.200 reales y concurrida por 120 jóvenes de ambos sexos; iglesia parroquial (Nuestra Señora de la Asunción) servida por un cura de segundo ascenso y 5 beneficiados; para surtido de los vecinos hay buenas aguas en el término, el cual confina por N con Castrillo de Villavega; E Fuente Andrino; S Villaerreros, y O Miñanes.
Su terreno de mediana calidad. Los caminos son locales, y en regular estado el que dirige a Castrillo; los restantes malísimos. El correo se recibe de Carrión de los Condes.
Producciones: trigo, cebada, centeno, vino de mala calidad y algunas legumbres; se cría algún ganado lanar; caza de liebres, perdices y otras aves. Industria: la agrícola. Comercio: la venta del sobrante de sus productos.
Población: según datos oficiales 211 vecinos, 1.098 almas.

Capital productivo: 687.193 reales. Imponible: 41.847. El presupuesto municipal asciende a 3.000 reales, y se cubre con el producto de propios y reparto vecinal.

## Personajes ilustres
- Santos Díez González (Villasarracino, 1743 - Madrid, 1804), Profesor de Literatura, escritor, censor de comedias, crítico literario y traductor del Neoclasicismo. Como crítico neoclásico su obra más importante son las Instituciones poéticas (Madrid: Benito Cano, 1793), tratado amplio y sistemático compuesto por un prólogo, un discurso preliminar y seis libros que tratan sobre la "poesía en general" (traducción del que escribió el abate Massieu en 1706), "epopeya", "poesía dramática en general", "poesía dramática en particular", "poemas menores" e "historia poética o mitología".

## Geografía humana

### Demografía
Cuenta con una población de 133 habitantes (INE 2024).
| Gráfica de evolución demográfica de Villasarracino entre 1842 y 2021                                                  |
| |
| Población de derecho según los censos de población del INE. Población de hecho según los censos de población del INE. |

## Cultura

### Festividad
- Virgen de la Piedad 8, 9 y 10 de septiembre.